# Dryopida (Citno)
Dryopida è un insediamento tradizionale di Kythnos, Grecia. Secondo il censimento del 2011 la sua popolazione è di 325 abitanti.

## Informazioni Generali
Dryopida si trova nella parte meridionale dell'isola a circa 7 km da Chora: E’ edificata tra due colline a un'altitudine di 190 metri. La caratteristica architettonica principale sono le tegole che ricoprono i tetti della maggior parte delle case del villaggio. Il motivo di tale caratteristica è attribuibile al fatto che gli abitanti emigrati in passato ad Atene e per la maggior parte occupati nel settore della ceramica nelle fornaci della capitale, al loro rientro nell’isola portarono l'usanza costruttiva del tetto in tegole.
Originariamente Dryopida apparteneva amministrativamente alla provincia di Kea come sede della comunità di Dryopida. Nel 1997, nell'ambito delle modifiche amministrative del piano Kapodistrias, è stata annessa al comune di Kythnos, in cui è rimasta anche dopo le modifiche del piano di Kallikrates. A Dryopida sono presenti le ultime tre classi della Scuola Elementare di Kythnos. Le maggiori infrastrutture del villaggio comprendono il Teatro all'aperto di Dryopida e il Poliambulatorio Regionale dell'isola.

## Storia
Non si hanno notizie precise sull’epoca del primo insediamento. È noto che in seguito alla sua fondazione si stabilirono nella cittadina profughi di Creta. Secondo la tradizione locale il paese fu edificato in un luogo tale da non essere visibile dal mare e dai pirati che lo navigavano. Originariamente era chiamato Sillakas o Choriò, ma fu poi ribattezzato Dryopida, nome dato nell'antichità da Kythnos in memoria dei Dryopi, considerati i primi coloni dell'isola. Ancora oggi la popolazione locale chiama i suoi abitanti Sillakiòtes.
Sulla descrizione del villaggio si trovano citazioni risalenti all’anno 1700 a cura di gesuiti francesi impegnati nelle loro missioni di proselitismo nell'Egeo. In seguito il centro fu visitato anche da diversi viaggiatori stranieri che lo descrissero nei loro diari. Nell'insediamento c’è stato in passato un grande sviluppo di laboratori di ceramica ed era in funzione una miniera di ferro nelle grotte di Katafiki.

## Attrazioni
A Dryopida è visitabile il Museo del Folklore di Kythnos, dove sono esposti abiti, oggetti e strumenti della vita tradizionale dei suoi abitanti. È aperto anche un piccolo Museo Bizantino ospitato nella chiesa di Agios Georgios e un Museo Agrario. Un'importante attrazione è la preziosa chiesa di Agios Minas con iconostasi e icone del XVI secolo scolpite in legno. Nella località Fires c'è la grotta Katafyki con stalattiti e stalagmiti e una imponente sequenza di gallerie e aperture naturali e artificiali. Nell'antichità le grotte funzionavano come miniere di ferro, un’attività mantenuta anche in tempi più recenti. Nel corso degli anni Katafyki è stato usato come rifugio, deposito di alimentari o luogo di festeggiamenti.

## Galleria d'immagini

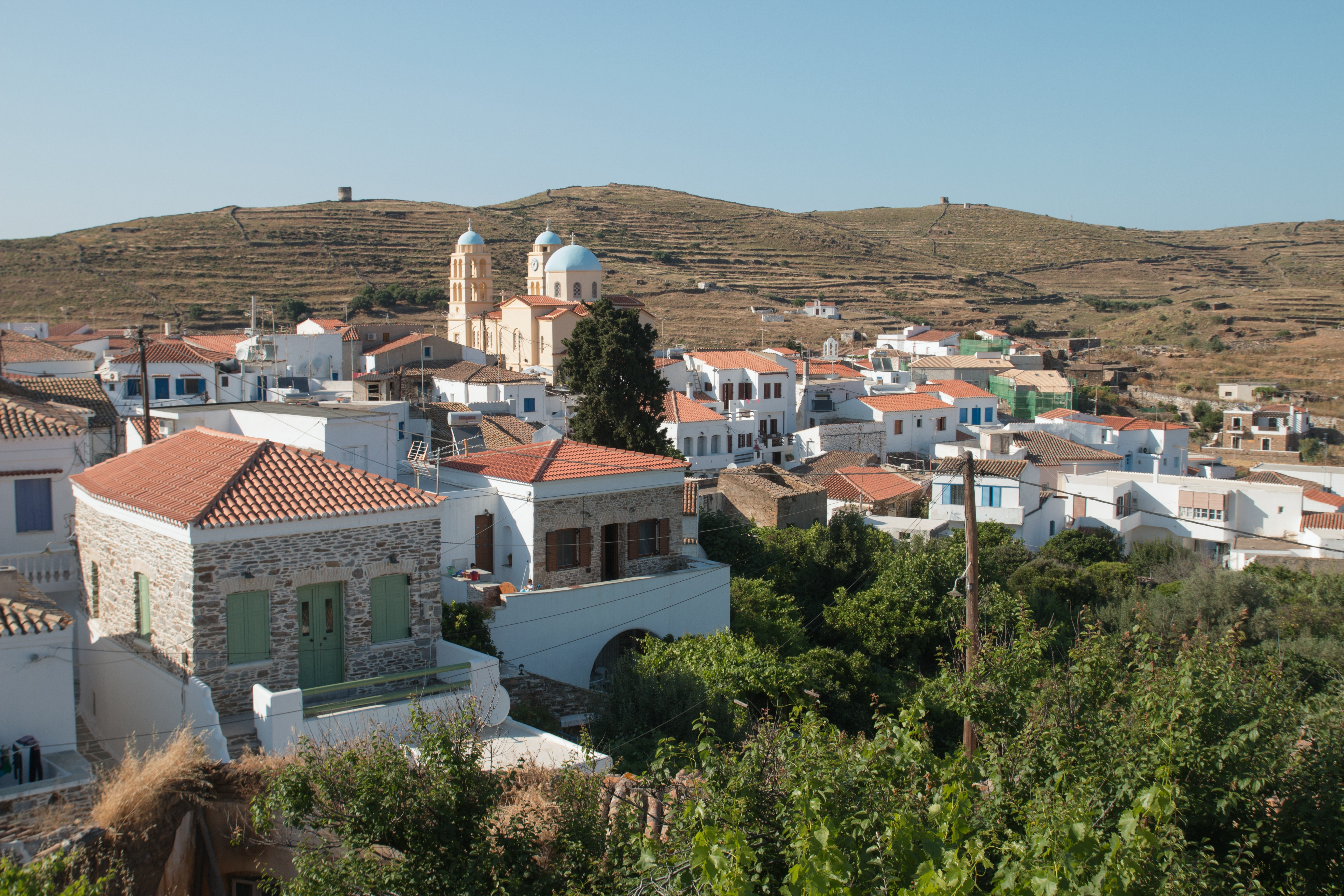
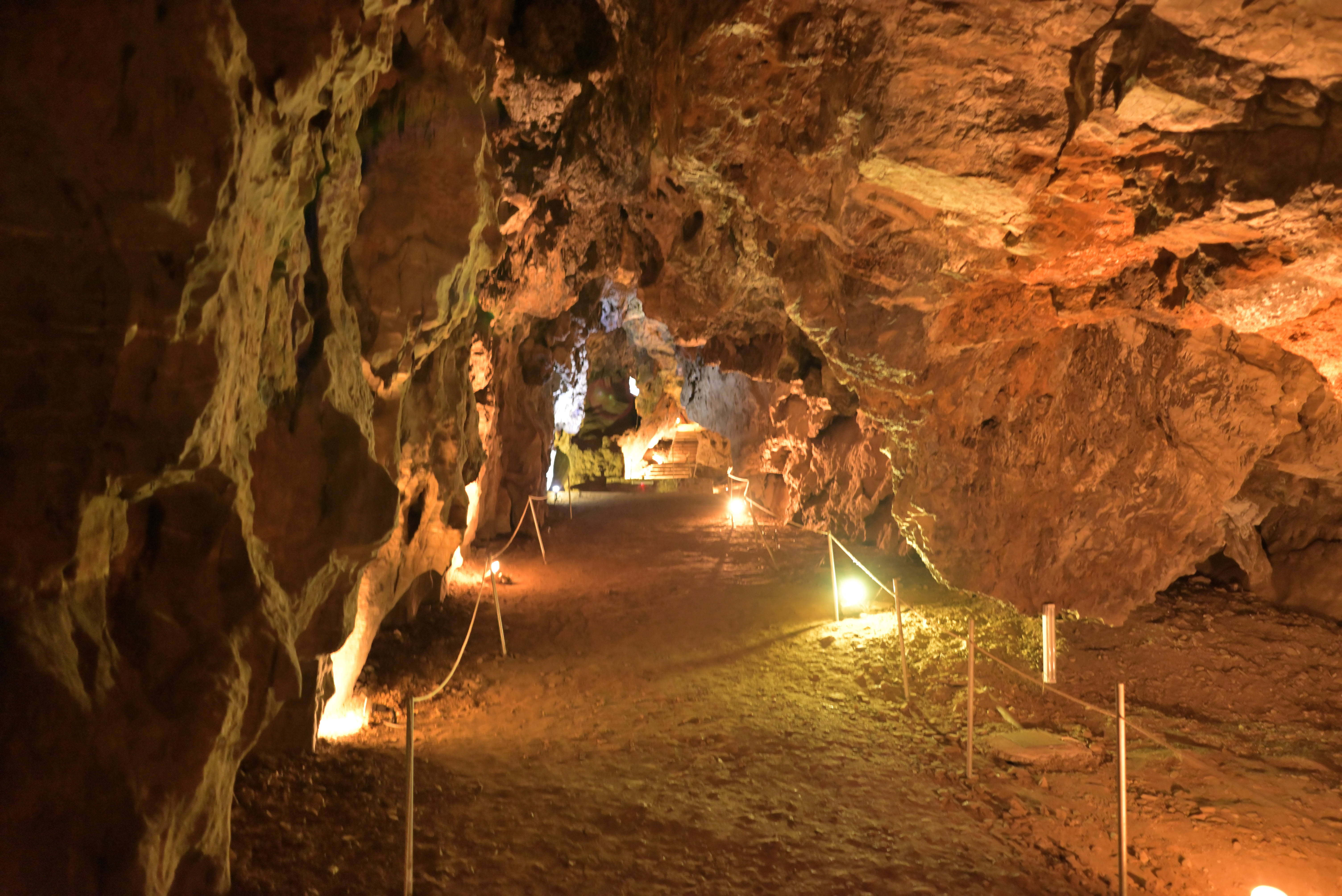
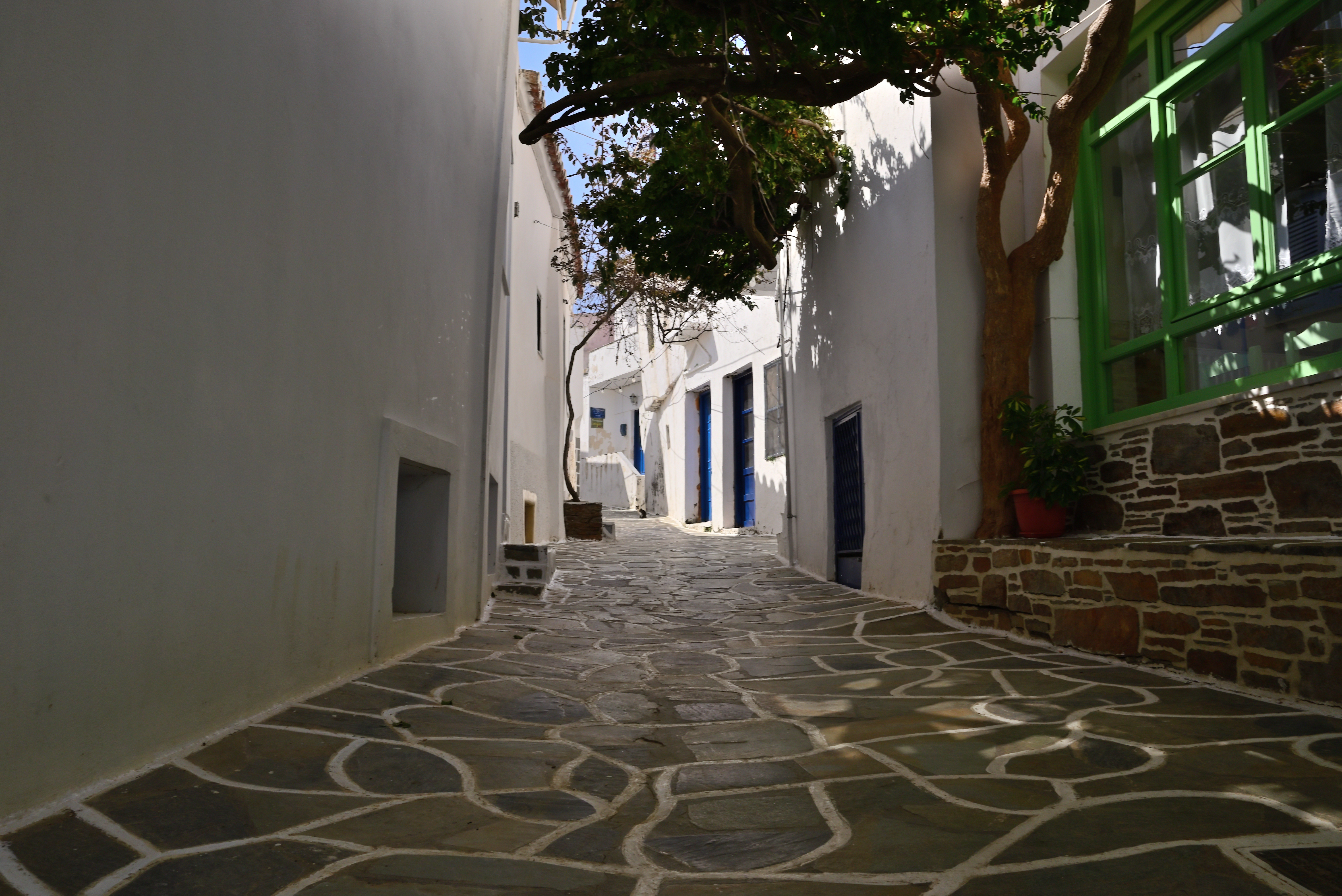
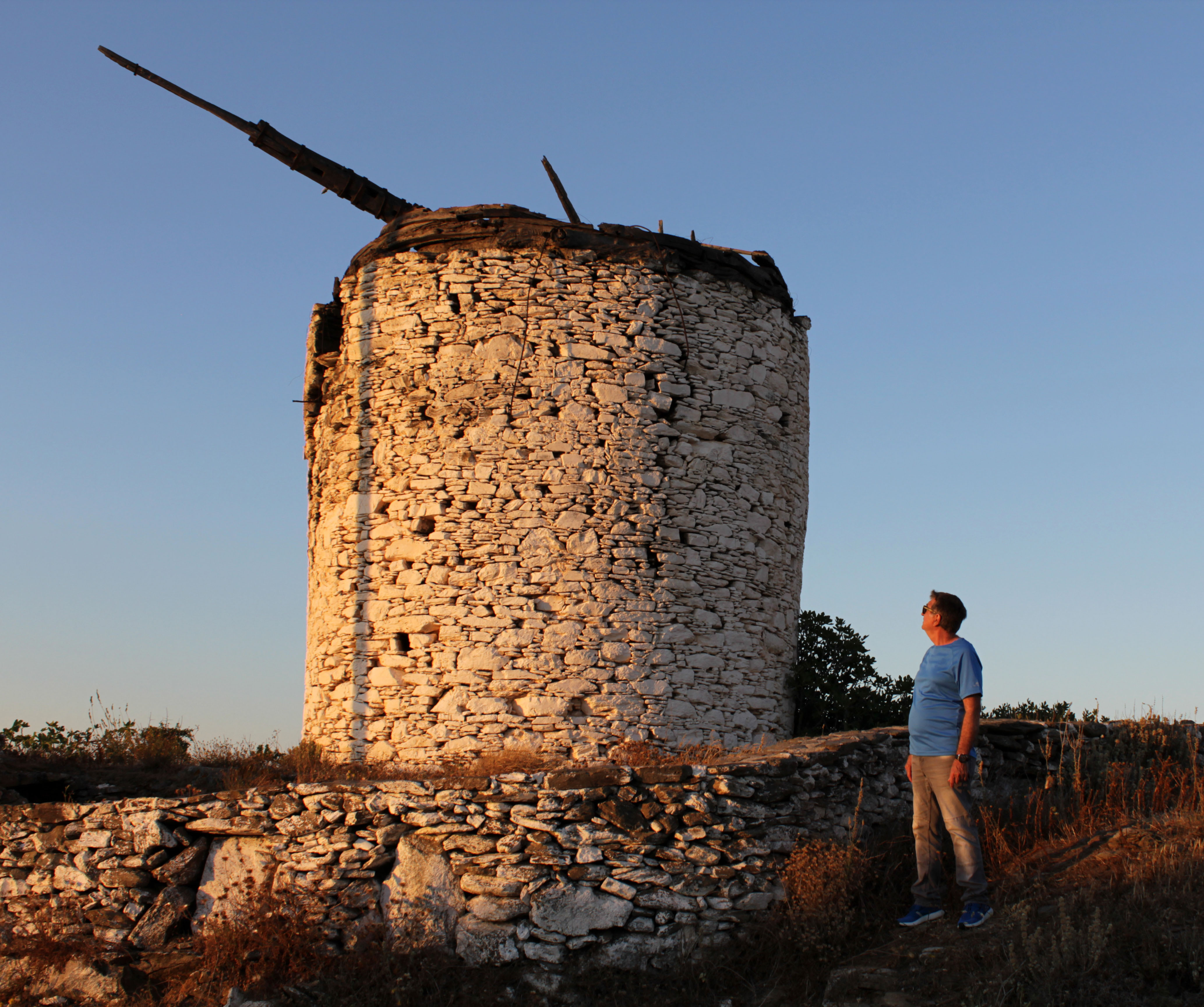
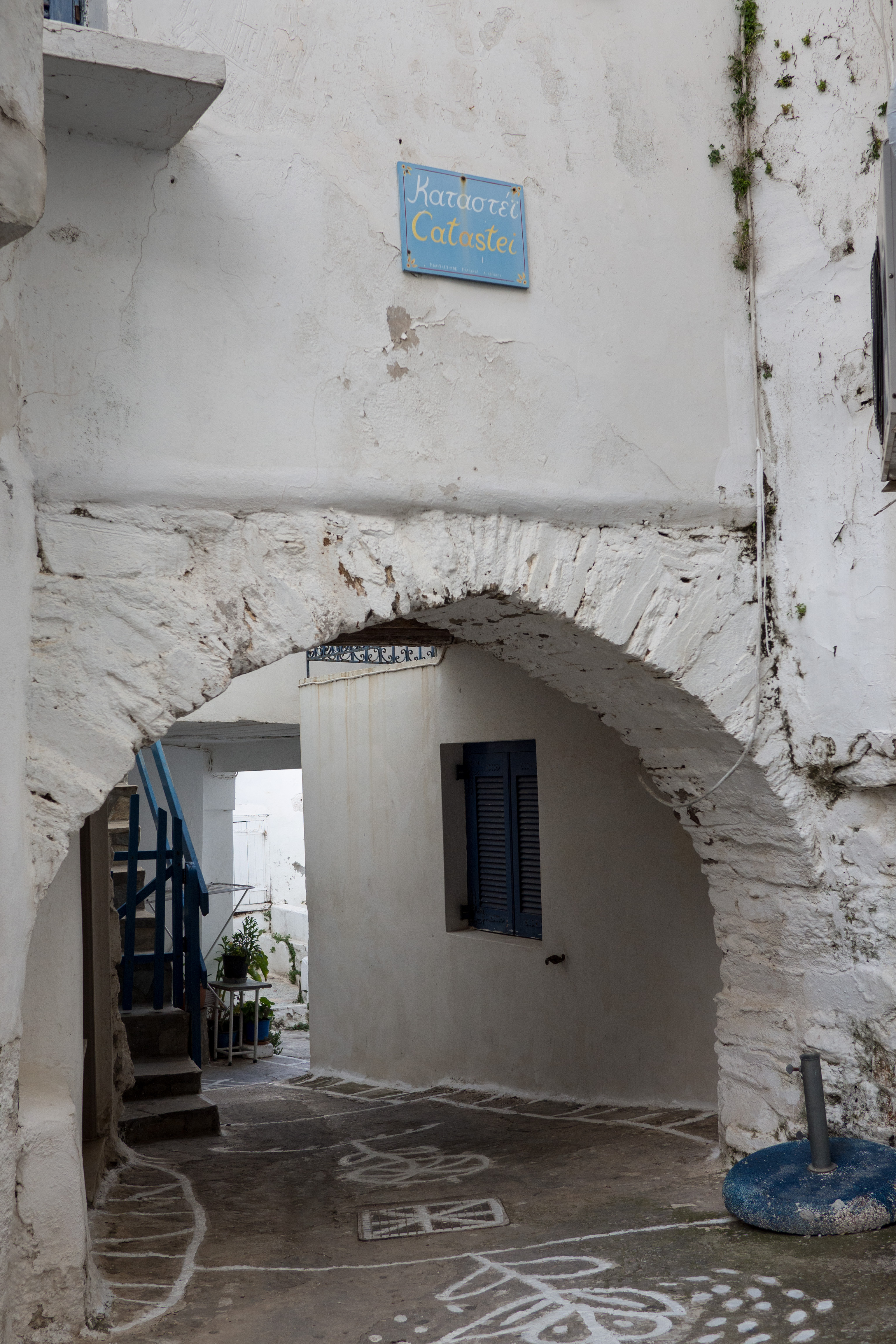
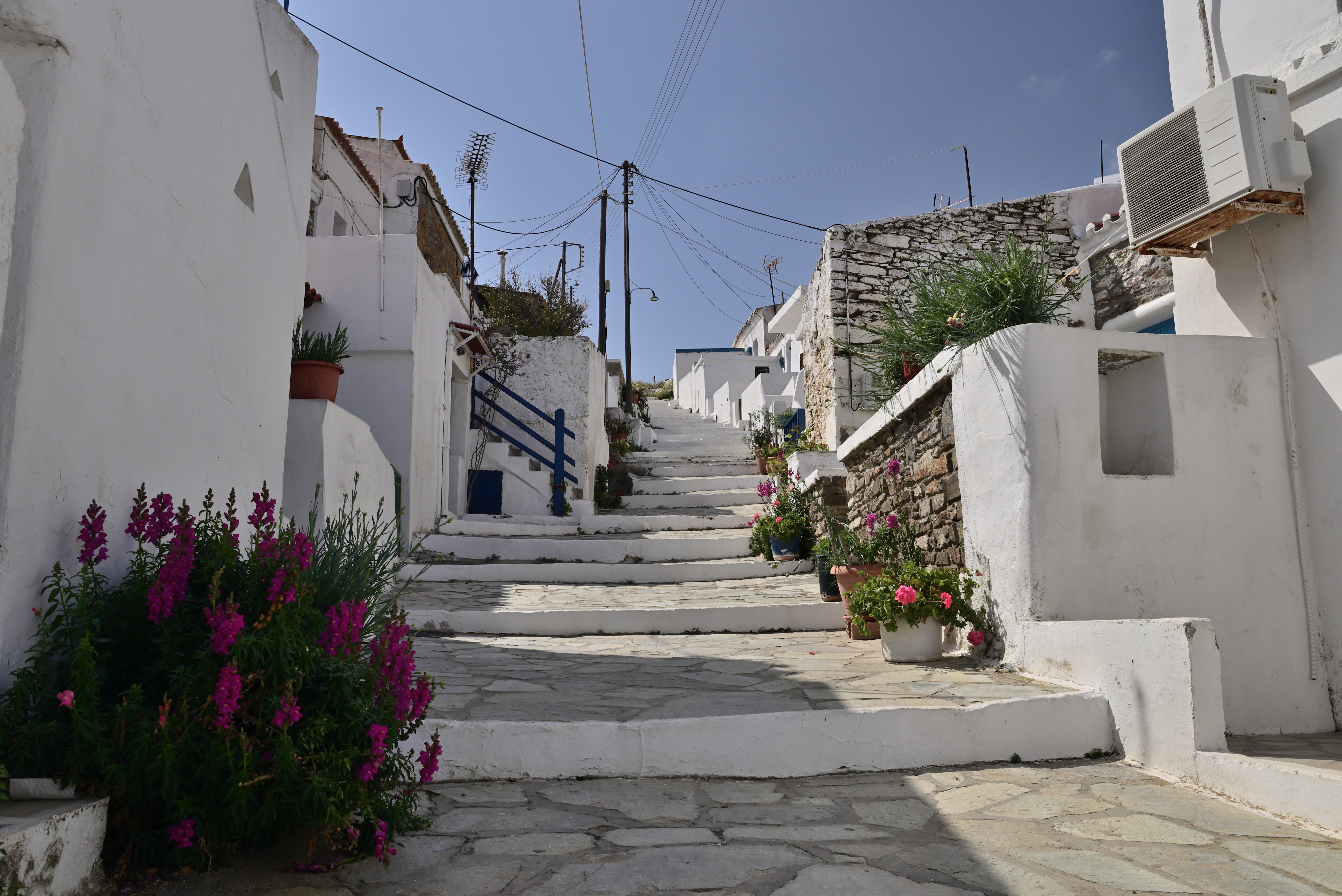